# Port Glasgow Athletic FC
Port Glasgow Athletic FC was een Schotse voetbalclub die in 1880 werd opgericht als Broadfield FC en nam in 1881 Port Glasgow Athletic aan. De club uit Port Glasgow speelde eerst op Devol Farm maar verhuisde later naar Clune Park.
De club sloot zich aan bij de Football league en werd kampioen van de 2de klasse in 1902 en werd verkozen tot de Premier League (rechtstreekse promotie ontstond pas in 1922. Er werden nooit hoge resultaten geboekt en in 1910 ging de club terug naar de 2de klasse, na daar één seizoen te spelen verliet de club de League. Nog één seizoen speelde de club in de Scottish Football Union, een regionale reeks, en hield daarna op te bestaan. Het jeugdelftal Port Glasgow Athletic Juniors FC speelde verder in het stadion tot 1936. 
In de Schotse beker werd 2 keer de halve finale bereikt in 1899 en 1906, die laatste keer schakelde de club Rangers FC uit in de kwartfinale.